# 진광고등학교
진광고등학교(眞光高等學校)은 대한민국 강원특별자치도 원주시 우산동에 있는 사립 고등학교이다.

## 학교 연혁
- 1969년 3월 27일 : 학교 법인 진광학원 설립 인가
- 1969년 3월 27일 : 초대 이사장 지학순 다니엘 주교 취임
- 1972년 12월 29일 : 진광종합고등학교 설립 인가 (9학급)
- 1973년 3월 2일 : 진광종합고등학교 개교, 초대 교장 장화순 선생 취임
- 1973년 9월 25일 : 우산동 32교실 낙성 및 이전
- 1976년 11월 15일 : 진광고등학교 (교명 변경)
- 1988년 10월 6일 : 체육관, 도서관, 과학관 낙성 및 10교실 증축
- 2001년 11월 28일 : 요셉관 (복지관) 준공
- 2003년 11월 8일 : 다니엘관 (다목적실) 준공
- 2011년 10월 17일 : 급식소 증축
- 2012년 4월 18일 : 영어과 교과교실 준공
- 2012년 11월 9일 : 수학과 교과교실 준공
- 2012년 12월 9일 : 다목적운동장 준공
- 2016년 3월 2일 : 각 학년 10학급, 총 30학급 인가
- 2016년 5월 26일 : 제3대 이사장 조규만 바실리오 주교 취임
- 2021년 3월 2일 : 제7대 교장 성현 대건 안드레아 신부 취임
- 2025년 1월 9일 : 제50회 졸업식(269명) 총 졸업생 수 15,005명
- 2025년 3월 4일 : 제53회 261명 입학 (남 203명, 여 58명)

## 참고 자료
- 진광고등학교 - 한국교육학술정보원 학교알리미